# Erich Klossowski
Erich Klossowski o Kłossowski (19 de desembre de 1875 – 23 de gener de 1949) va ser un historiador de l'art i pintor alemany i polonès-francès, ara principalment conegut com el pare de l'escriptor, filòsof, pintor i actor Pierre Klossowski i l'artista Balthus. Va nàixer a Ragnit, Alemanya.

## Treballs
- La col·lecció Cheramy; catàleg raonat precedit per estudis sobre els principals mestres de la col·lecció, per J. Meier-Graefe et E. Klossowski; il·lustrat per 127 hÚliotypie i dos fotogravats inserits. Múnic, R. Piper et Cie, 1908 (Contents Les peintres anglais et Constable, per J. Meier-Graefe.—Eugène Delacroix, per E. Klossowski.—La collection Cheramy, par J. Meier-Graefe.—Catalogue des tableaux anciens.—Catalogue des tableax de l'école anglaise.—Catalogue des tableaux de l'école française)

- Honore Daumier, Erich Klossowski, München: R. Piper, 1923